# 木浦大学校
木浦大学校（モクポだいがっこう、朝鮮語: 목포대학교、英語: Mokpo National University）は、大韓民国の全羅南道務安郡にある国立大学。

## 歴史
1946年に設立した木浦師範学校（목포사범학교）が始まり。1963年12月、木浦教育大学（목포교육학교）に改編され、さらに1978年3月、木浦初級大学（목포초급학교）となる。1979年3月、4年制の国立木浦大学（국립목포학교）に昇格。1990年3月、総合大学に昇格し、現校名に改称。

## 組織

### 学部
- 人文大学
  - 国語国文学科
  - 英語英文学科
  - 中国語中国文学科
  - 日本語日本文学科
  - ドイツ言語文化学科
  - 歴史学科
  - 考古学科
  - 文化人類学科
- 社会科学大学
  - 都市及び地域開発学科
  - 法学科
  - 行政学科
  - 地積学科
  - 政治言論広報学科
  - 社会福祉学科
- 自然科学大学
  - 物理学科
  - 化学科
  - 生命科学科
  - 園芸科学科
  - 海洋水産資源学科
  - 漢薬資源学科
  - 看護学科
- 工科大学
  - 機械工学科
  - 食品工学科
  - 情報電子工学科
  - コンピュータ工学科
  - 建築工学科
  - 電気工学科
  - 土木工学科
  - 環境工学科
  - 新素材工学科
  - マルチメディア工学科
  - 造景学科
  - 情報保護学科
  - 建築学科
  - 情報通信工学科
  - 制御ロボット工学科
  - 造船工学科
  - 海洋システム工学科
- 経営大学
  - 経営学科
  - 経済学科
  - 貿易学科
  - 金融保険学科
  - 観光経営学科
  - 電子商取引学科
- 生活科学芸術体育大学
  - 児童学科
  - 食品栄養学科
  - 衣類学科
  - 音楽学科
  - 美術学科
  - 体育学科
- 師範大学
  - 教育学科
  - 倫理教育科
  - 英語教育科
  - 数学教育科
  - 環境教育科

### 大学院
- 一般大学院
  - 人文社会系列
    - 国語国文学科
    - 英語英文学科
    - 中国言語と文化学科（修士課程のみ）
    - 日本語日本文学科（修士課程のみ）
    - 史学科（修士課程のみ）
    - 考古人類学科
    - 教育学科
    - 経済学科
    - 都市及び地域開発学科（修士課程のみ）
    - 法学科
    - 行政学科（修士課程のみ）
    - 地積学科（修士課程のみ）
    - 政治外交学科（修士課程のみ）
    - 経営学科（修士課程のみ）
    - 貿易学科（修士課程のみ）
    - 金融保健学科（修士課程のみ）
    - 観光経営学科（修士課程のみ）
    - 社会福祉学科（修士課程のみ）
    - 韓国地方史学科（博士課程のみ）

  - 自然科学系列
    - 数学科
    - 物理学科
    - 化学科（修士課程のみ）
    - 化学教育学科（博士課程のみ）
    - 生物学科
    - 園芸学科（修士課程のみ）
    - 家政学科（博士課程のみ）
    - 海洋水産資源学科
    - 児童学科（修士課程のみ）
    - 食品栄養学科（修士課程のみ）
    - 衣類学科（修士課程のみ）
    - 漢薬資源学科（修士課程のみ）

  - 工学系列
    - 機械工学科
    - 食品工学科
    - 電子工学科
    - コンピュータ工学科
    - 建築工学科
    - 建築学科
    - 電気工学科
    - 土木工学科
    - 環境工学科（修士課程のみ）
    - 船舶海洋工学科
    - マルチメディア工学科
    - 造景学科（修士課程のみ）
    - 新素材工学科（修士課程のみ）
    - 情報通信学科（修士課程のみ）

  - 芸体能系列
    - 音楽科（修士課程のみ）
    - 美術学科（修士課程のみ）
    - レジャースポーツ学科
- 教育大学院
  - 各種教育学専攻
- 経営行政大学院
  - 経営学科
  - 行政学科
  - 法学科
  - 経済学科
  - 地域発展政策学科
  - 税務・経理学科
- 産業技術大学院
  - 産業技術工学科

## 学術交流協定
日本
- 大東文化大学
- 岐阜大学
- 名古屋大学
- 愛知淑徳大学
- 神戸大学
- 下関市立大学
- 佐賀大学
- 琉球大学

中華人民共和国
- 煙台大学
- 広西師範大学
- 中国海洋大学

台湾
- 国立台湾海洋大学
- 逢甲大学
- 大同大学

アメリカ合衆国
- クレムゾン大学

オーストラリア
- ディーキン大学
- グリフィス大学